# Lie Kere 2
Lie Kere 2 ist eine Halbhöhle in einer Höhe von 130 m, an einem Überhang in Osttimor. Sie liegt auf dem Hochplateau des Verwaltungsamtes Baucau (Gemeinde Baucau). An der Wand der Korallenterrasse finden sich mehrere Felsmalereien. Von hier aus blickt man in Richtung Nordosten auf das nur 20 Meter vom Zugang entfernte Meer.
In der lokalen austronesischen Sprache Waimaha bedeutet „kere“ so viel wie „schreiben“, „markieren“ oder „malen“. Der Unterschlupf ist namensidentisch mit einem anderen, nordwestlich der Stadt Baucau, weswegen dieser bei Forschern Lie Kere 2 genannt wird.
Der Boden ist felsig, weswegen man annimmt, dass Ablagerungen an dieser Stelle schnell wieder fortgewaschen werden. Auf dem Felsboden fanden Forscher reichlich Muscheln und Tonscherben. Die einfachen roten und schwarzen geometrischen Motive an den Wänden sind verblasst. Darunter finden sich rote Kreise, ein strahlenumkränzter Kreis (eventuell eine Sonne oder ein Stern) in Schwarz und schwarze, undefinierbare figurative Motive. Farbüberlagerungen konnten nicht festgestellt werden. Die Bilder verwittern schnell und man kann davon ausgehen, dass es früher mehr Bilder gab. Einige Bilder wurden absichtlich beschädigt. Alle Motive finden sich auch an anderen Orten im westlichen Pazifik.